# سولنتسوسکایا براتوا
سولنتسوسکایا براتوا یا برادری سولنتسفسایا (روسی: Солнцевская организованная преступная группировка) یک دسته از سازمان‌های تبهکار سرشناس است که در اواخر دهه ۱۹۸۰ توسط سرگئی میخائیلوف، پیشخدمت سابق که به دلیل کلاهبرداری محکومیت خود را در زندان سپری کرده بود، تأسیس شد.